# Рамон Кастільйо
Рамо́н Анто́ніо Касті́льйо (ісп. Ramón Antonio Castillo), відоміший під іменем Рамон С. Кастільйо (*20 листопада 1873 — †12 жовтня 1944) — аргентинський адвокат, суддя і політик. Займав посади віцепрезидента Аргентини у 1938—1942 роках та президента після смерті Роберто Ортіса і до військового перевороту 1943 року.